# Lisebergbanan
Lisebergbanan är en berg- och dalbana på Liseberg i Göteborg. Den invigdes 1987 och var då Europas längsta och högsta bergbana.
Banan är 1,34 km lång och tågen når en hastighet av 80 km/h. Under turen passerar man åkattraktionerna Flume ride, Uppswinget och Helix. Lisebergbanan är en av de populäraste åkattraktionen på Liseberg och hade 2007  1 450 000 åkande.

## Designen och bygget
Lisebergbanan ligger på Geteberget inne på Liseberg. Banan specialdesignades av Anton Schwarzkopf för att passa terrängen på berget. Schwarzkopf, som även designat ett stort antal andra berg- och dalbanor i världen, har sagt att Lisebergbanan var hans personliga favorit. Åkattraktionen byggdes av det tyska företaget Zierer Karussell und Fahrzeugfabrik.
Ett krav för att banan skulle byggas, var att inga träd på berget fick fällas, såvida inte trädet var väldigt sjukt. Ett antal sjuka träd fälldes, men även ett friskt.
Med fem tåg som vardera rymmer upp till 22 personer, kan 110 personer åka i berg- och dalbanan samtidigt. Uppdraget i den första backen är 65 meter långt.
Den första säsongen klagade närboende på oväsen från Lisebergbanan. Detta löstes genom att hela banans räls fylldes med sand vilket fungerade ljuddämpande, samt att tågen försågs med ett då helt nyutvecklat stötdämparsystem. Tågen var tidigare utrustade med slitklackar för att minska ljudet från backspärrarna i den första uppförsbacken. Slitklackarna togs bort i samband med incidenten 2006 för att öka nödbromsförmågan.

## Olyckan 2006
Den 15 juli 2006 skadades 21 personer i en kollision på Lisebergbanan. Ett tåg var på väg uppför den första uppförsbacken, men på grund av ett brott på kedjan som drar upp tågen rullade detta tåg baklänges tillbaka in till stationen och kolliderade med ett tåg som höll på att lastas ur. Eftersom inte hela tåget hade nått uppförsbackens grepphakar, samt att grepphakarna hade försetts med ett bullerdämpande plastlager som gjorde hakarna hala, förmådde säkerhetsspärrarna inte hålla kvar tåget. Samtliga 21 passagerare skickades till sjukhus för vård och kontroll. Medan utredningar pågick hölls åkattraktionen stängd. I mitten av augusti 2006 öppnades åkattraktionen igen efter att kedjan bytts ut och andra tekniska justeringar gjorts.

## Bilder

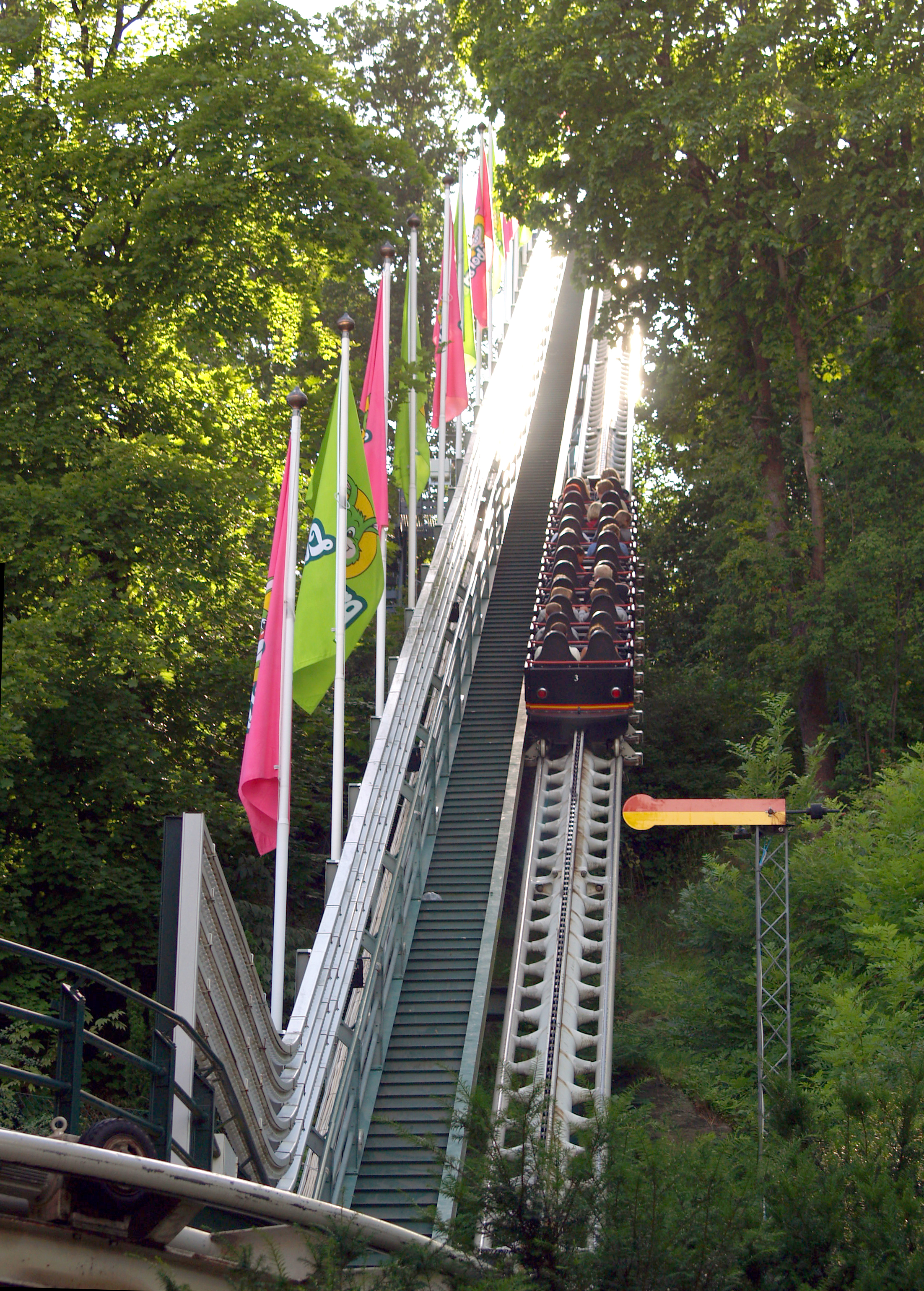
Tåget på väg upp för första uppförsbacken
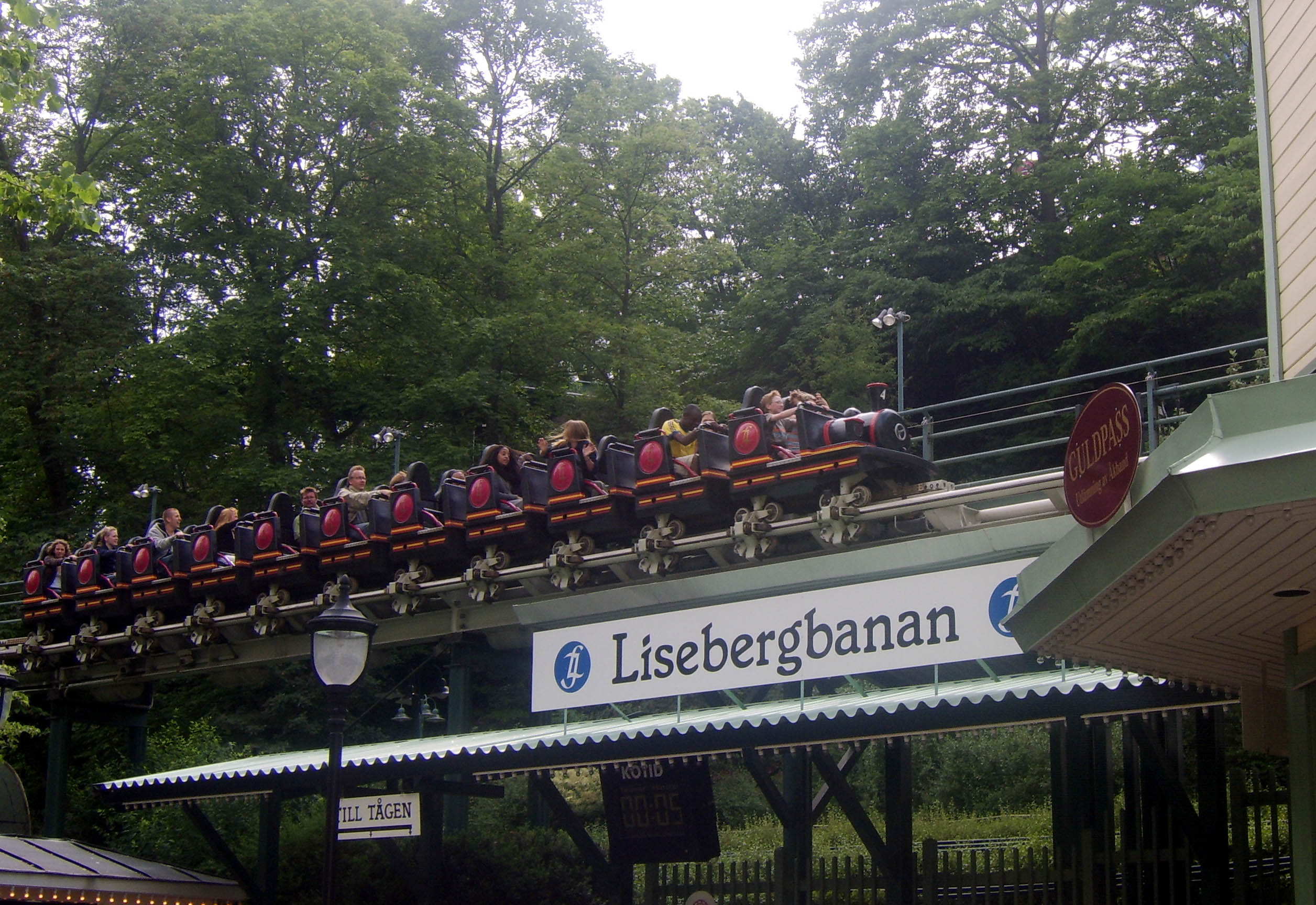
Tåget åter på väg in i stationshuset
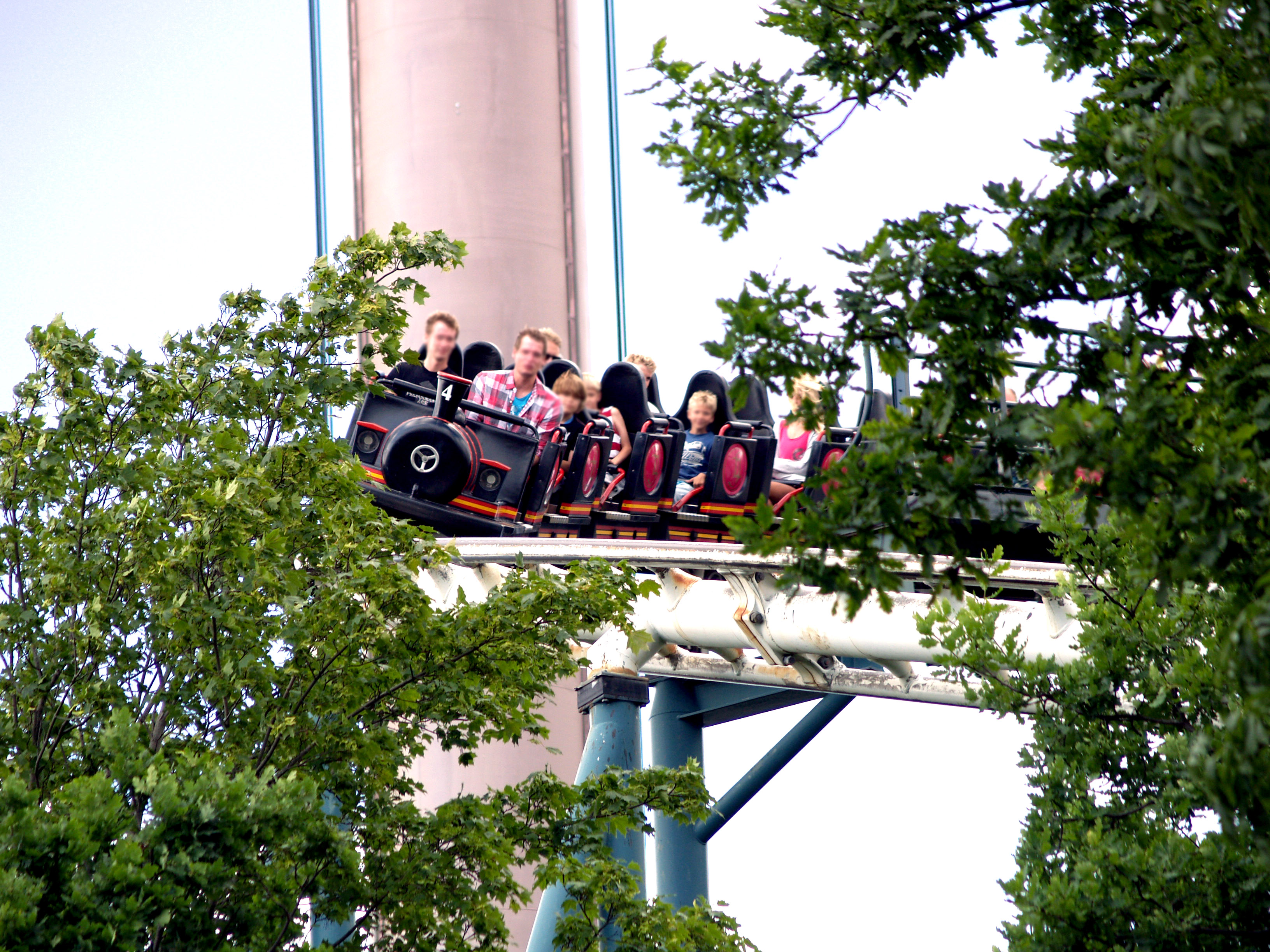
Första nedförsbacken
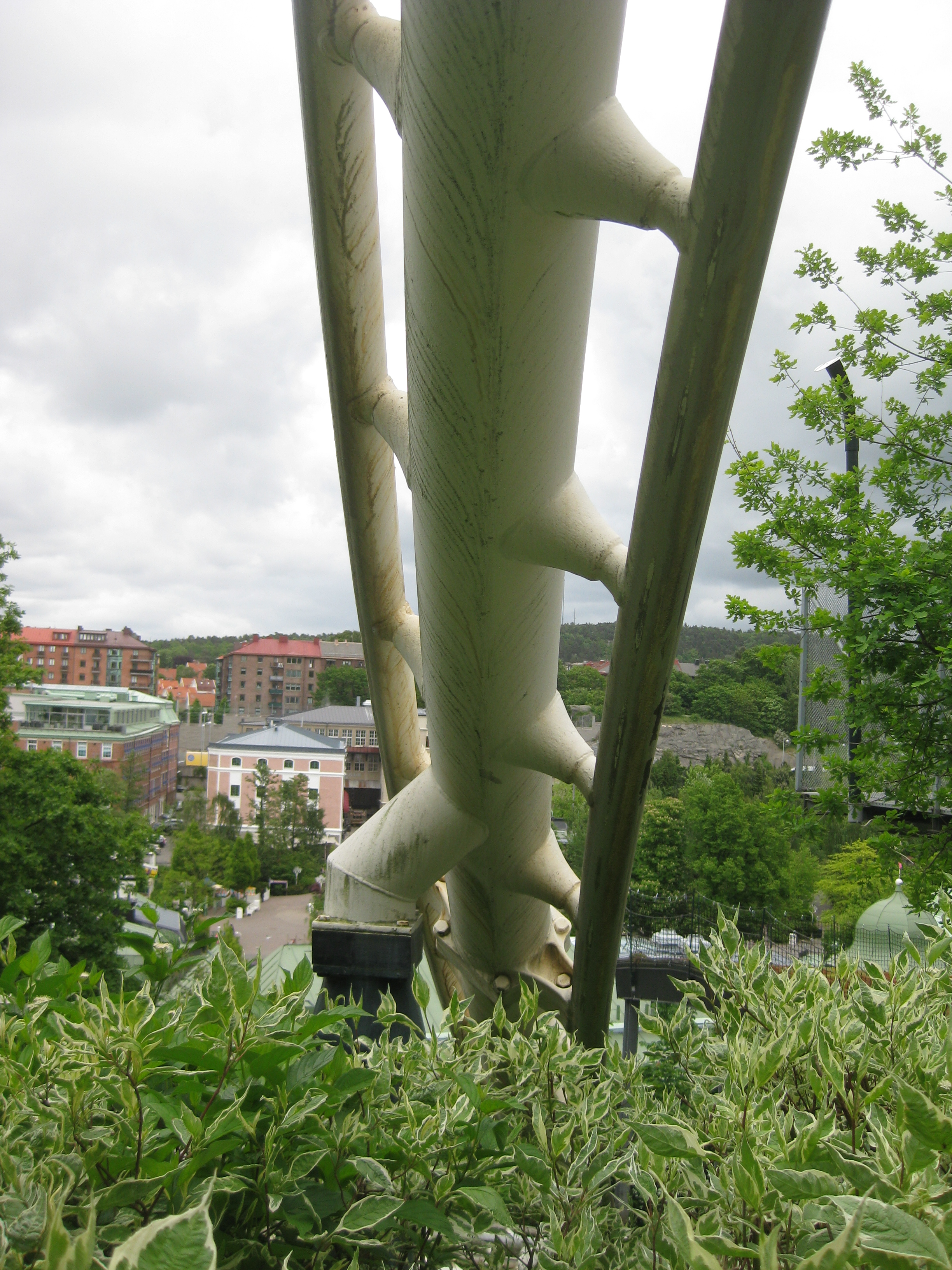
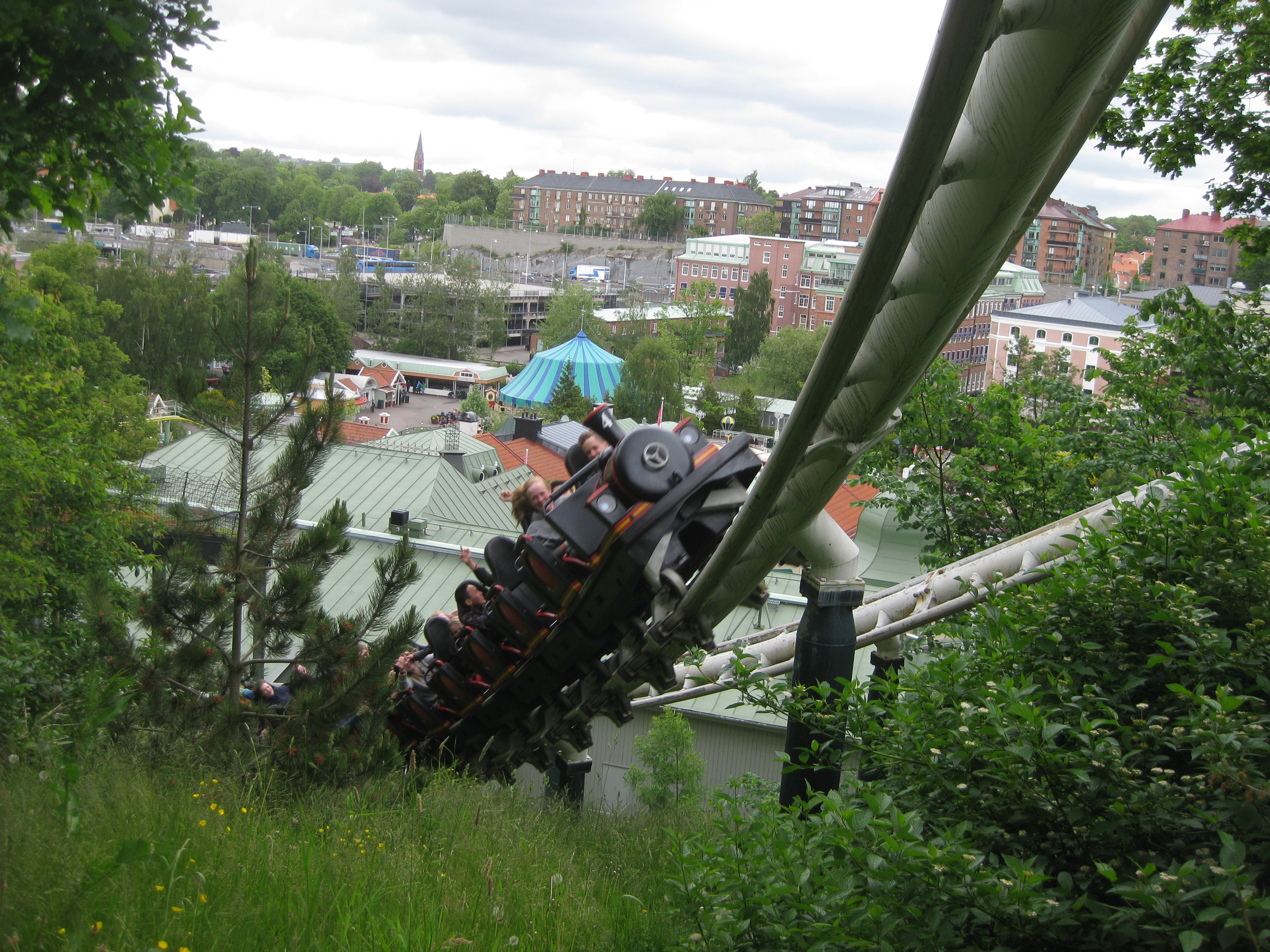
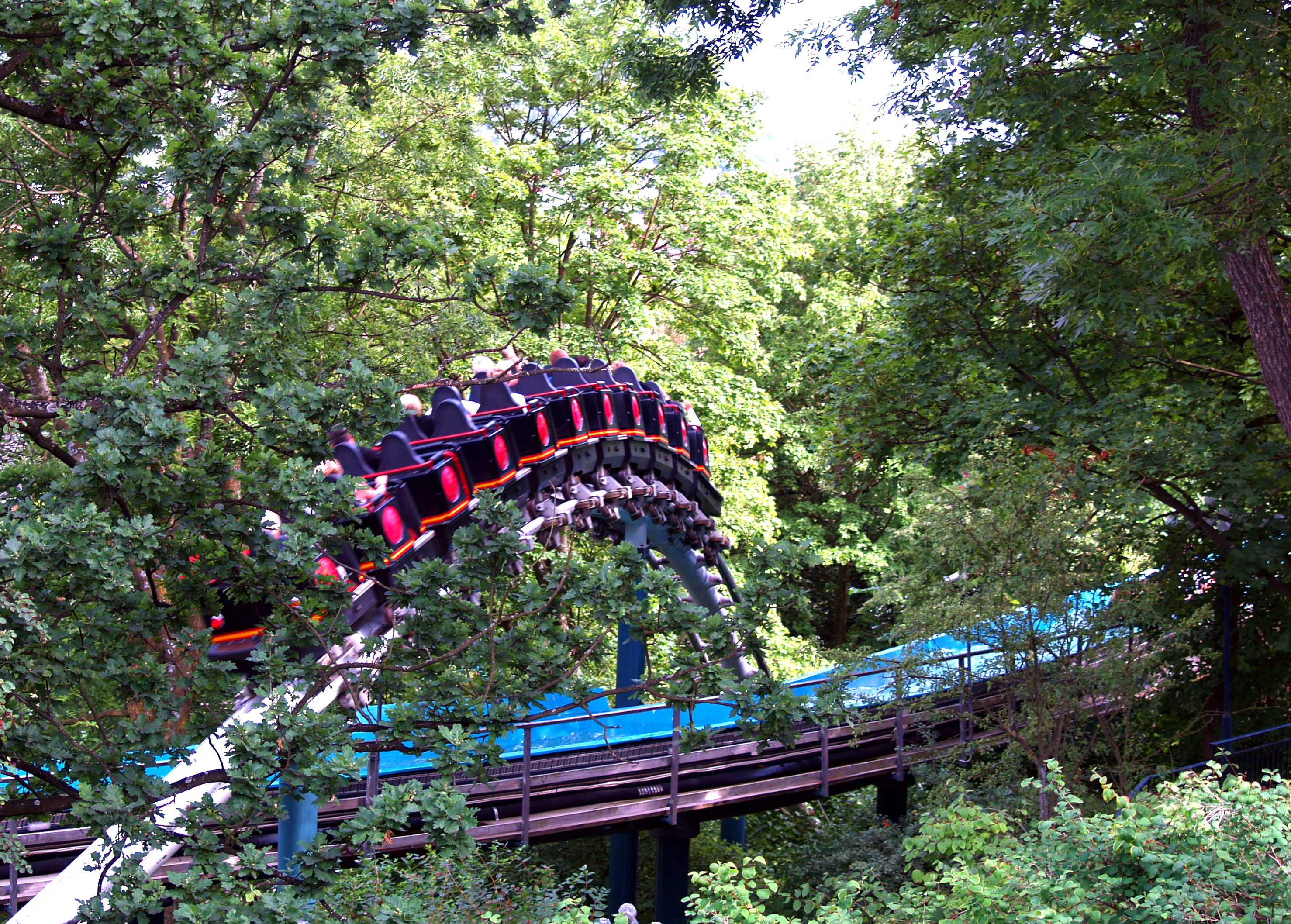
Lisebergbanan möter Flumeride
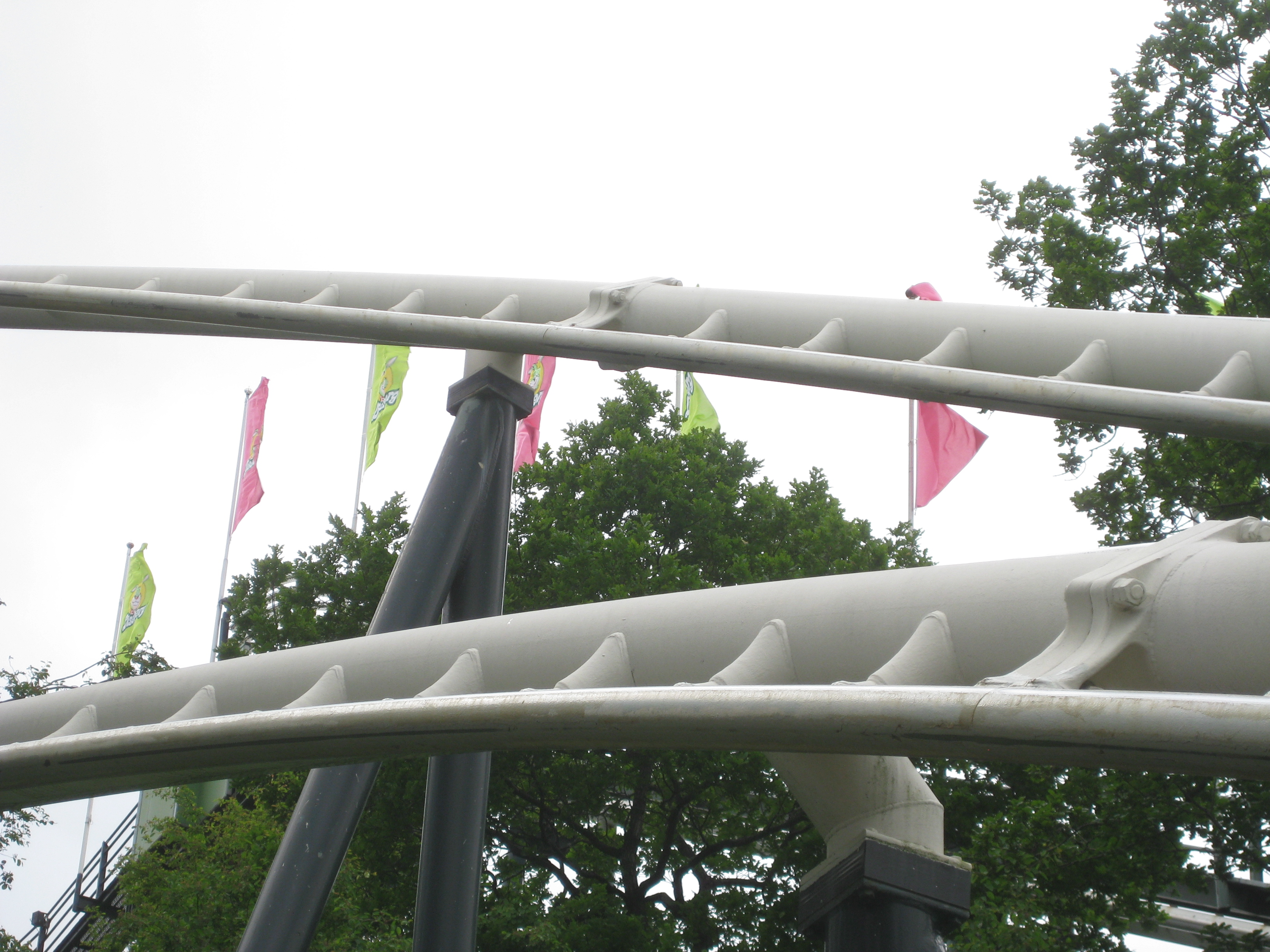
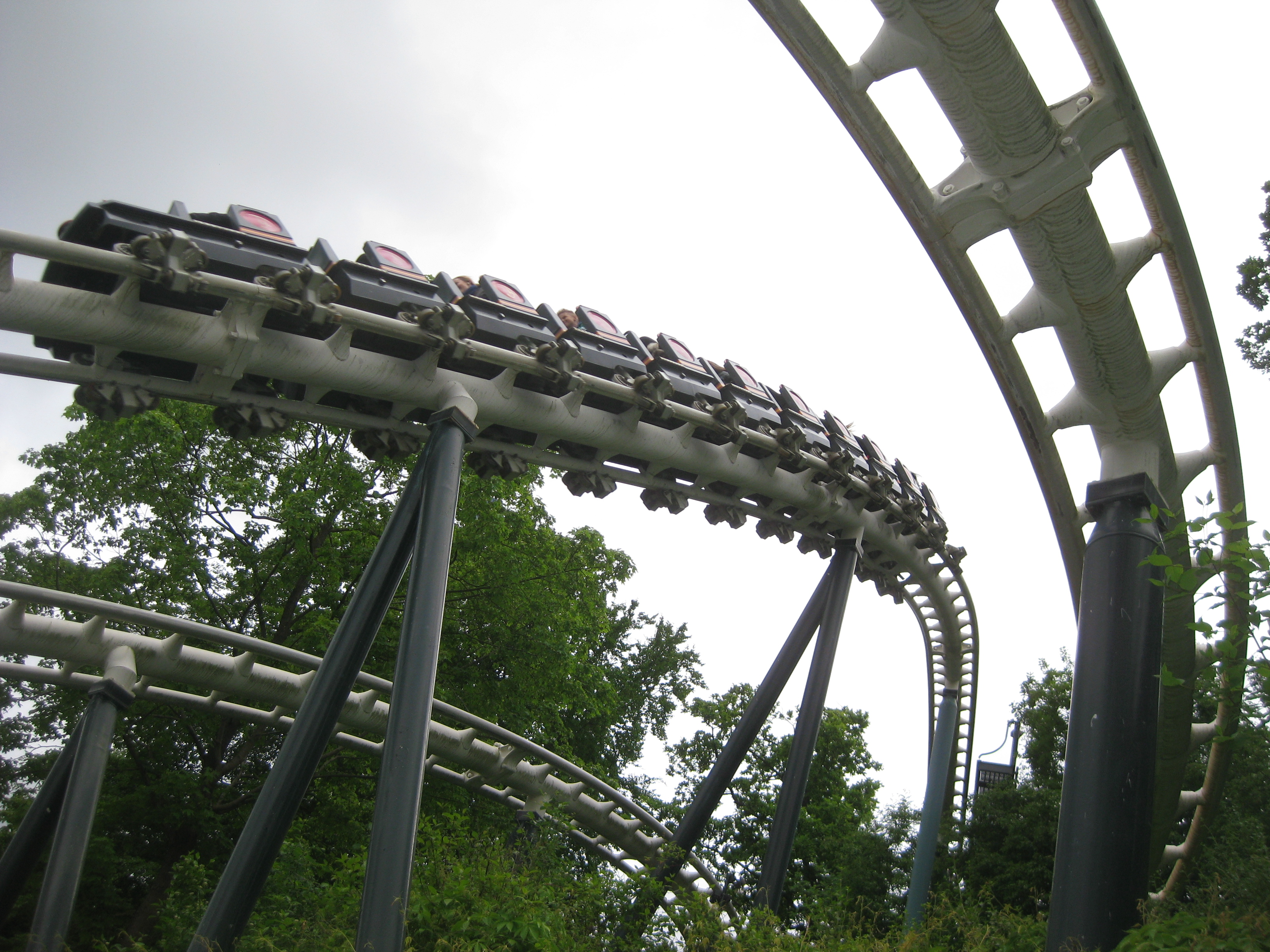